# ICME ECAB
ICME ECAB este o companie producătoare de cabluri electrice și optice din România.
Este cel mai mare producător autohton de cabluri electrice.
În anul 2008 avea o cotă de 42% din piața de cabluri din România și era unul printre primii trei producători din industria de cabluri și aparate electrice, alături de Prysmian Slatina și Moeller Electro Producție.
ICME ECAB a fost preluată în anul 1999 de Hellenic Cables în urma unui proces de privatizare, de la acea dată și până în 2008 investițiile grupului grec în companie cifrându-se la aproape 40 milioane euro.
Număr de angajați:
- 2011: 80 [3]
- 1989: 2.400 [3]

Cifra de afaceri:
- 2012: 147,5 milioane euro [4]
- 2010: 125 milioane euro [5]
- 2007: 124,2 milioane euro [2]
- 2005: 195 milioane lei (53,8 milioane euro)[1]